# Kiowa, Kansas
Kiowa är en ort i Barber County i Kansas. Vid 2010 års folkräkning hade Kiowa 1 026 invånare.